# Альсдорф (Айфель)
Альсдорф (нем. Alsdorf) — община в Германии, в земле Рейнланд-Пфальц.
Входит в состав района Айфель-Битбург-Прюм. Подчиняется управлению Иррель. Население составляет 373 человека (на 31 декабря 2010 года). Занимает площадь 6,37 км².